# Nino Bibbia
Nino Bibbia (Bianzone, 15 marzo 1922 – Sankt Moritz, 28 maggio 2013) è stato uno skeletonista e bobbista italiano.
È stato il primo campione olimpico italiano nella storia dei Giochi olimpici invernali, medaglia d'oro nello skeleton ai Giochi di Sankt Moritz 1948.

## Biografia
Originario di Bianzone in provincia di Sondrio, Bibbia risiedeva a Sankt Moritz, in Svizzera, dove lavorava come fruttivendolo. Nel tempo libero praticava diversi sport invernali, sfruttando le opportunità offerte dalla località. Ai Giochi olimpici del 1948, ospitate nella località svizzera, si iscrisse a tre gare: bob a due, bob a quattro e skeleton, una variante dello slittino tradizionalmente praticata a St. Moritz ed inserita per la seconda volta nel programma olimpico per quella edizione dei Giochi.
L'impegno olimpico di Bibbia cominciò con la gara di bob a due. Le prime due manche si svolsero il giorno stesso dell'apertura dei Giochi, il 30 gennaio, le altre due l'indomani. Al termine delle due giornate, Bibbia e il compagno Campadese, su Italia I, si classificarono ottavi col tempo totale di 5'38"6.
La gara di skeleton, sei discese ripartite su due giorni, era in programma il 3 e il 4 febbraio sulla Cresta Run. Bibbia aveva iniziato a praticare questa specialità solo poche settimane prima delle Olimpiadi. Nonostante la poca esperienza, al termine della prima giornata era secondo, a pari merito con l'esperto statunitense John Heaton, che aveva vinto l'argento vent'anni prima ai Giochi del 1928, alle spalle del britannico John Crammond, in vantaggio di due decimi di secondo. Nelle tre discese restanti, l'italiano distanziò progressivamente gli avversari, facendo segnare in ognuna il miglior tempo. Con il tempo complessivo di 5'23"2, Bibbia vinse l'oro con un vantaggio di 2"4 su Heaton e 2"9 su Crammond: fu la prima medaglia in assoluto dell’Italia alle Olimpiadi invernali.
Il 6 e il 7 febbraio Bibbia era di nuovo in gara, questa volta impegnato nel bob a quattro. Era uno dei componenti dell'equipaggio di Italia I, con G.C. Ronchetti, E. Campadese e L. Cavalieri. Al termine della gara, la squadra risultò sesta con il tempo totale di 5'23"0.
Dopo i Giochi del 1948, lo skeleton scomparve dal programma olimpico. Venne reinserito, dopo oltre cinquant'anni di assenza, ai Giochi olimpici di Salt Lake City 2002. Bibbia non abbandonò però la specialità e continuò a gareggiare con successo per quasi trent'anni, fino al 1975. Fu campione del mondo per tre volte: nel 1955, nel 1959 e nel 1965. In carriera vinse oltre 200 competizioni sulla Cresta Run di St. Moritz, tuttora considerata la più prestigiosa pista di skeleton al mondo. Si racconta che ogni volta che gli giungeva voce che il suo record era stato battuto, Bibbia prendesse il suo slittino e si lanciasse a testa in giù per la Cresta Run per riprendersi il primato. In suo onore è stata istituita la Nino Bibbia Challenge Cup, una competizione di skeleton che si svolge ogni anno a dicembre sulla celebre pista.
Nel 2002 Bibbia è stato l'ospite d'onore della gara di Coppa del Mondo di skeleton ospitata nella località svizzera, sulla pista Celerina. Nel marzo 2004 ha partecipato al terzo incontro del ciclo Giochi di Memoria, una iniziativa organizzata in preparazione ai Giochi olimpici di Torino 2006 per ripercorrere la storia dei Giochi olimpici. A lui è intitolata la curva numero 10 della pista olimpica di bob, skeleton e slittino di Cesana Pariol.
È scomparso nel 2013 all'età di 91 anni.

## Palmarès
- Giochi olimpici invernali
  - 1 oro (Sankt Moritz 1948)